# 滇缅秋海棠
滇缅秋海棠（学名：Begonia rockii）是秋海棠科秋海棠属的植物，为中国的特有植物。分布于中国大陆的云南等地，多生长于田中，目前已由人工引种栽培。